# Schistochila alata
Schistochila alata är en bladmossart som först beskrevs av Johann Georg Christian Lehmann, och fick sitt nu gällande namn av Victor Félix Schiffner. Schistochila alata ingår i släktet Schistochila och familjen Schistochilaceae. Inga underarter finns listade i Catalogue of Life.